# Stelis latipetala
Stelis latipetala är en orkidéart som beskrevs av Oakes Ames. Stelis latipetala ingår i släktet Stelis och familjen orkidéer. Inga underarter finns listade i Catalogue of Life.